# Cri6
Cri6 est le nom de scène du danseur Youness El Mouaffaq, né en Afrique du Nord et aussi appelé b-boy Cri6 dans la culture hip-hop. Connu pour sa pratique du breakdance, il s'est illustré de nombreuses fois sur la scène internationale de cette discipline. En 2017, il participa notamment avec l'équipe 04 Lkarwa aux Jeux de la Francophonie d'Abidjan, où les danseurs marocains remportèrent une médaille d'argent.

## Biographie
Né au Maroc, Cri6 grandit dans la ville de Fès où il s'essaya au sport. Durant sa jeunesse il pratiquait le taekwondo, lorsqu'il vit des danseurs s'entraîner au même endroit que lui et découvrit ainsi le breakdance. Cela lui inspira des mouvements qu'il tenta d'exécuter, tout en se passionnant pour cette danse, puis il rejoignit le club de breakdance de sa ville,.
Il participa avec d'autres danseurs à diverses compétitions locales et se joignit au crew El Mouwahidine en 2012, aux côtés des b-boys Lil Zoo et The Wolfer. 
Il reçut ensuite une invitation à concourir hors du Maroc, qu'il honora malgré les doutes de ses proches. Puis les participations augmentèrent, avec par exemple en 2015 une compétition nationale organisée par la société Red Bull dont il remporta la finale, et le conduisirent aux Jeux de la Francophonie d'Abidjan en 2017 dans l'équipe 04 Lkarwa, avec laquelle il remporta une médaille d'argent.
En 2018, il représenta le Maroc au Red Bull BC One de Zurich, tournoi international auquel participèrent aussi ses deux coéquipiers d'El Mouwahidine. Il poursuivit en enchaînant des événements et compétitions, comme le DPC Jam (Suisse), les cinquièmes Undisputed Masters (en) (Marrakech), les Circle Industry Finals (Autriche).
En juin 2019, il se rendit à Nanjing en Chine pour les Championnats du monde de breakdance organisés par la Fédération mondiale de danse sportive, où il obtint la 18e place. En août suivant, il se qualifia avec l'équipe Good Vibrations lors du Notorious International Breakdance Event à Heerlen aux Pays-Bas, pour participer aux Bucheon B-boys International Championships de septembre en Corée du Sud.
Fort de ces succès, il quitta le Maroc pour le Royaume-Uni afin de pouvoir vivre pleinement de sa passion, et s'installa à Londres où il parvint à travailler comme professeur et danseur. Si la présence du breakdance aux Jeux olympiques 2024 put parfois diviser les danseurs, elle représenta à ses yeux un espoir,.
La danse est pour lui autant une forme d'expression, qu'une forme de liberté, qu'une passion, qu'un moyen d'être heureux, malgré les difficultés rencontrées pour réussir à en vivre.
Dans une tentative de développer un style personnel, Cri6 montre une danse nourrie par ses qualités, comme la souplesse, l'observation, par ses origines et sa culture, par ses contacts avec d'autres danseurs et par sa volonté de créer.

## Palmarès
- 2013 :
  - 1er Aga street, Maroc
  - 1er Breakalicious, Allemagne
  - 1er Last one standing, Allemagne
  - 1er Fishbattle, Allemagne
  - 1er MV Battle, Allemagne
- 2014 :
  - Top 8 Chelles Battle Pro (en), France
  - 1er international urban culture, France
  - 1er Street Art 2014, France
  - 1er World Battle Contest, Allemagne
- 2015 :
  - 1er Battle Block Party
  - 1er Groove Session Battle International
- 2016 :
  - Top 16 The Notorious IBE
  - Top 4 Red Bull BC One Cypher, Maroc
- 2018 :
  - Top16 Unbreakable World Final[15]
- 2019 :
  - 1er Circle Industry Finals 2vs2, Autriche[16]
- 2022 : 
  - Top 4 à l'Outbreak Europe (en) 2vs2[17]
  - Top 16 DPC Jam 2vs2[18]
- 2023 :
  - Top 16 aux Championnats d'Afrique de breakdance, Maroc[19]
  - Top 16 à l'Outbreak Europe 2vs2[20]
- 2024 :
  - 1er au Red Bull BC One Cypher UK[21]